# Éder Jofre
Éder Jofre (São Paulo, 26 maart 1936 – Embu, 2 oktober 2022) was een Braziliaans bokser.
Jofre vertegenwoordigde zijn land op de Olympische Spelen van 1956. Hij werd wereldkampioen in de gewichtsklasse bantamgewicht (WBA) op 18 november 1960 door Eloy Sanchez in de zesde ronde knock-out te slaan. Hij verdedigde deze titel in de daaropvolgende vijf jaar acht keer, totdat hij op 18 mei 1965 verloor van Fighting Harada.
Vervolgens bokste Jofre in het vedergewicht en veroverde op 5 mei 1973 de WBC-titel ten koste van José Legrá. In 1974 werd hem zijn titel ontnomen, omdat hij deze niet binnen de gestelde tijd weer had verdedigd. In 1976 beëindigde hij zijn carrière. In 1992 werd Jofre opgenomen in de International Boxing Hall of Fame.